# Pieczarka szarołuskowa

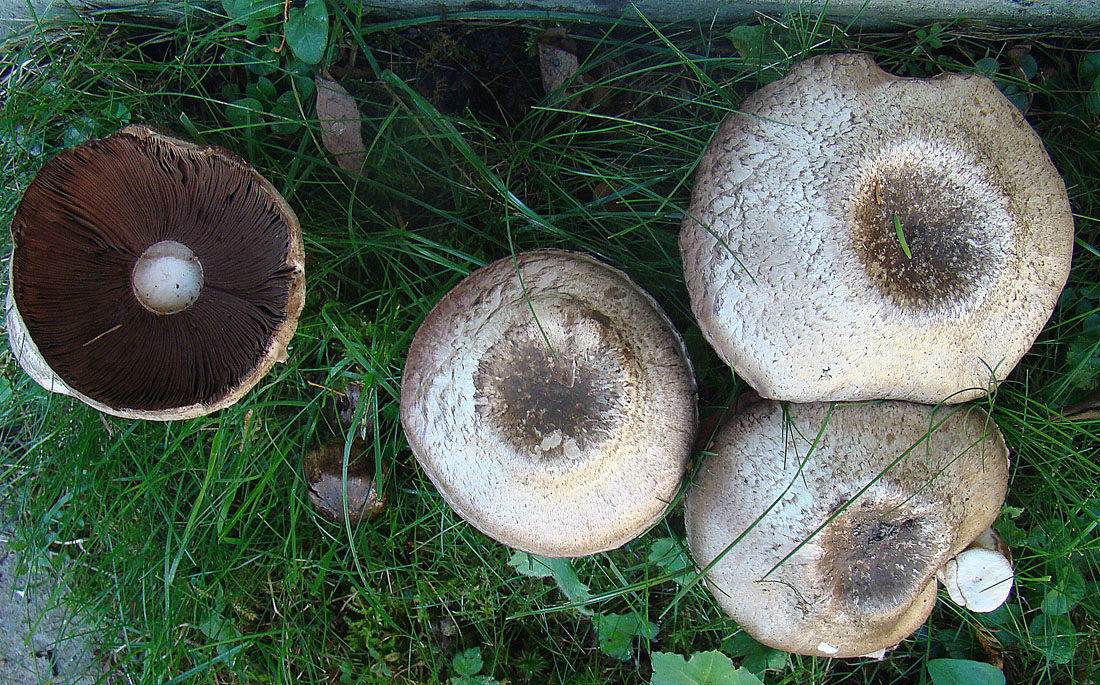

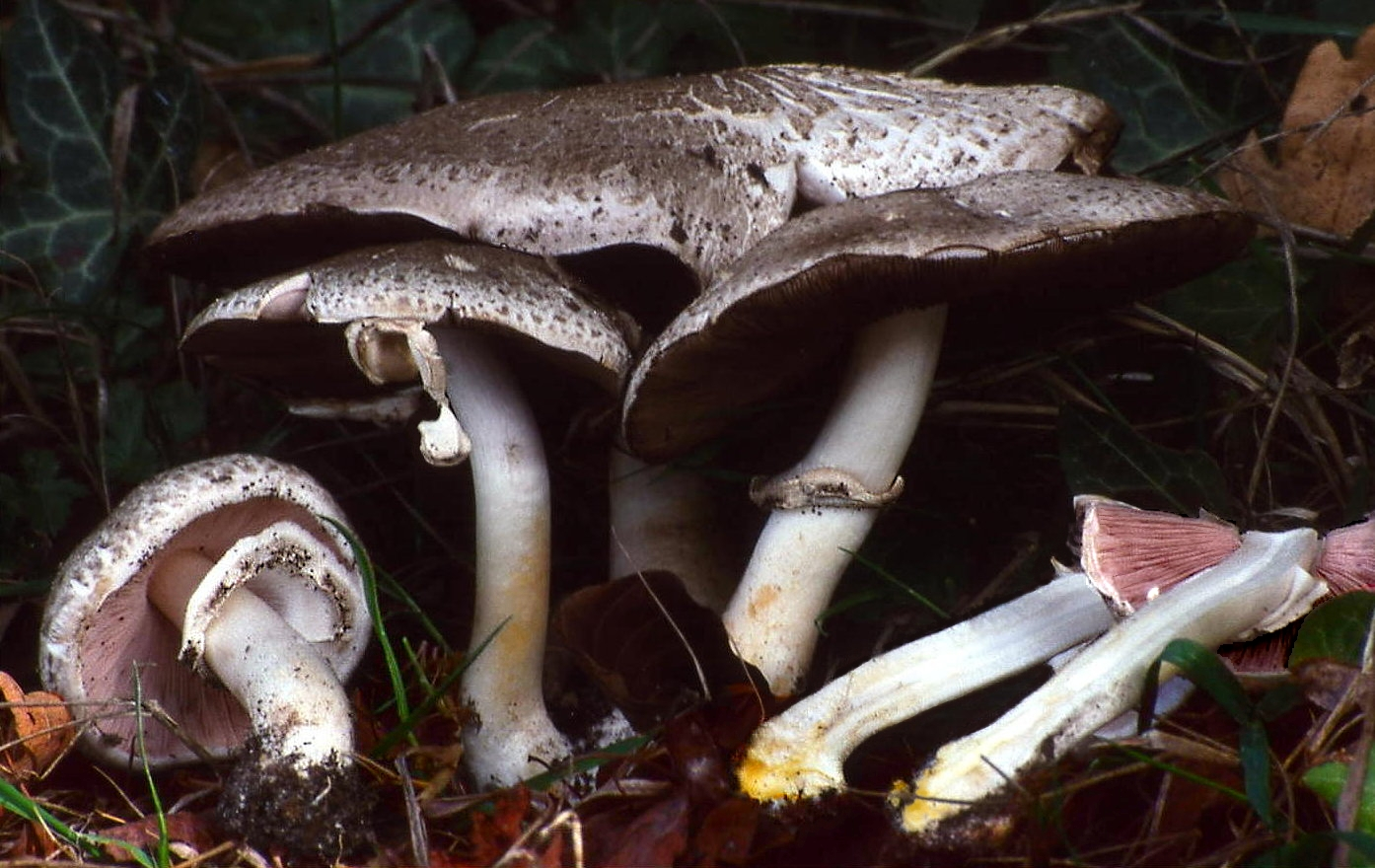

Pieczarka szarołuskowa (Agaricus moelleri (F.H. Møller & Jul. Schäff.) Hlaváček) – gatunek grzybów z rodziny pieczarkowatych (Agaricaceae).

## Systematyka i nazewnictwo
Pozycja w klasyfikacji według Index Fungorum: Agaricus, Agaricaceae, Agaricales, Agaricomycetidae, Agaricomycetes, Agaricomycotina, Basidiomycota, Fungi.
Po raz pierwszy takson ten zdiagnozowali w 1938 r. F.H. Møller i Julius Schäffer nadając mu nazwę Psaliota lanipes. Obecną, uznaną przez Index Fungorum nazwę nadał mu w 1949 r. Jiří Hlaváček.
Ma około 20 synonimów. Niektóre z nich:
- Agaricus meleagris (Jul. Schäff.) Imbach 1946
- Agaricus moelleri var. terricolor (F.H. Møller) P. Roux & Guy García 2006
- Agaricus praeclaresquamosus var. macrosporus Aparici & Mahiques 1996
- Agaricus praeclaresquamosus var. meleagris (Jul. Schäff.) E. Horak
- Agaricus praeclaresquamosus var. obscuratus (Maire) Quadr. & Lunghini 1990[2].

Polską nazwę zaproponował Władysław Wojewoda w 2003 r.

## Morfologia
Kapelusz
Mięsisty, o średnicy 5–12 cm, początkowo półkulisty, później płaski. Powierzchnia w stanie suchym biała, pokryta szarobrązowawymi włóknami i łuseczkami, zwłaszcza na środku, podczas deszczowej pogody różowawa. Po uszkodzeniu zmienia kolor na żółty (zwłaszcza na brzegu kapelusza).
Blaszki
Cienkie, gęste, wolne. Tylko u bardzo młodych okazów białe, szybko stają się blado szaroróżowe, potem brązowe.
Trzon
O wysokości 5–16 cm i grubości 1–1,5 cm, cylindryczny, u podstawy rozszerzony, ale bez bulwy. Posiada trwały pierścień, po uszkodzeniu żółknący. Powierzchnia trzonu biała, jedwabista.
Miąższ
Miąższ białawy, bez wyraźnego smaku. Zapach słaby, czasami jest to zapach fenolu.
Wysyp zarodników
Ciemnobrązowy. Zarodniki szeroko eliptyczne, gładkie, o rozmiarach 5–7 × 3,5–5 µm.
Gatunki podobne
Niemal identyczna jest pieczarka płaska (Agaricus placomyces). Pieczarka szarołuskowa odróżnia się od niej powstawaniem żółtawych lub brązowych kropel wydzieliny na osłonie blaszek i pierścieniu. Krople te mogą wyschnąć, pozostają po nich jednak brązowawe plamy. Pieczarka karbolowa (Agaricus xanthodermus) również żółknie po uszkodzeniu, ale brak jej ciemnych łusek na kapeluszu i ma większe zarodniki. Podobna pieczarka łąkowa (Agaricus campestris) nie żółknie po uszkodzeniu.

## Występowanie i siedlisko
Pieczarka szarołuskowa znana jest tylko w Europie, Ameryce Północnej i na Wyspach Kanaryjskich. W piśmiennictwie naukowym na terenie Polski do 2003 r. podano tylko 2 stanowiska. Dokładniejsze rozprzestrzenienie w Polsce nie jest znane.
Naziemne grzyby saprotroficzne rosnące w parkach, ogrodach, liściastych lasach.

## Znaczenie
Grzyb trujący, powoduje (chociaż nie u wszystkich ludzi) silne zaburzenia w trawieniu, połączone z mdłościami i wymiotami oraz biegunką. Pieczarki trujące od pieczarek jadalnych odróżniają się nieprzyjemnym zapachem. Zasada ta dotyczy jednak tylko pieczarek, wielu innych grzybów trujących nie da się odróżnić po zapachu.